# Sarto per signora (film)
Sarto per signora (A Lady's Tailor) è un cortometraggio muto del 1919 diretto da Ray Grey e Erle C. Kenton.

## Distribuzione
Distribuito dalla Famous Players-Lasky Corporation, uscì il 7 dicembre 1919 negli Stati Uniti; in Italia nel 1925.

## Luoghi delle riprese
Il film venne girato a Santa Monica, in California.